# Cérilly (Allier)
Pour les articles homonymes, voir Cérilly.
Cérilly est une commune française située dans le département de l'Allier en région Auvergne-Rhône-Alpes. Les habitants de la commune de Cerilly sont appelés les Cérillois.

## Géographie

### Localisation
Cérilly se situe dans la région naturelle du Bocage bourbonnais. Un sixième de la forêt de Tronçais, considérée comme la plus belle chênaie d'Europe, est situé sur la commune.
La commune est, à vol d'oiseau, à 39,7 km à l'ouest de la préfecture Moulins, à 34,8 km au nord-nord-est de Montluçon et à 18,5 km à l'ouest de Bourbon-l'Archambault.
Six communes sont limitrophes, :
| Saint-Bonnet-Tronçais | Isle-et-Bardais | Couleuvre  |
|                       | Cérilly         |            |
| Le Brethon            | Le Vilhain      | Theneuille |

### Voies de communication et transports
Le territoire communal est traversé par les routes départementales 953 (axe reliant la forêt de Tronçais à Bourbon-l'Archambault et à Moulins) ; la RD 978A passe au nord, à la frontière avec Isle-et-Bardais.
Les routes départementales 3 (de Lurcy-Lévis à Montluçon), 111 (vers Isle-et-Bardais), 128 (vers Saint-Plaisir), 145 (vers Vitray) et 410 (vers Le Brethon).

### Climat
Pour des articles plus généraux, voir Climat d'Auvergne-Rhône-Alpes et Climat de l'Allier.
En 2010, le climat de la commune est de type climat océanique dégradé des plaines du Centre et du Nord, selon une étude du CNRS s'appuyant sur une série de données couvrant la période 1971-2000. En 2020, Météo-France publie une typologie des climats de la France métropolitaine dans laquelle la commune est exposée à un climat océanique altéré et est dans la région climatique Ouest et nord-ouest du Massif Central, caractérisée par une pluviométrie annuelle de 900 à 1 500 mm, maximale en automne et en hiver.
Pour la période 1971-2000, la température annuelle moyenne est de 10,5 °C, avec une amplitude thermique annuelle de 15,5 °C. Le cumul annuel moyen de précipitations est de 802 mm, avec 11,1 jours de précipitations en janvier et 7,3 jours en juillet. Pour la période 1991-2020, la température moyenne annuelle observée sur la station météorologique de Météo-France la plus proche, sur la commune d'Isle-et-Bardais à 8 km à vol d'oiseau, est de 11,8 °C et le cumul annuel moyen de précipitations est de 777,6 mm,. Pour l'avenir, les paramètres climatiques de la commune estimés pour 2050 selon différents scénarios d'émission de gaz à effet de serre sont consultables sur un site dédié publié par Météo-France en novembre 2022.

## Urbanisme

### Typologie
Au 1er janvier 2024, Cérilly est catégorisée commune rurale à habitat dispersé, selon la nouvelle grille communale de densité à 7 niveaux définie par l'Insee en 2022.
Elle est située hors unité urbaine et hors attraction des villes,.

### Occupation des sols

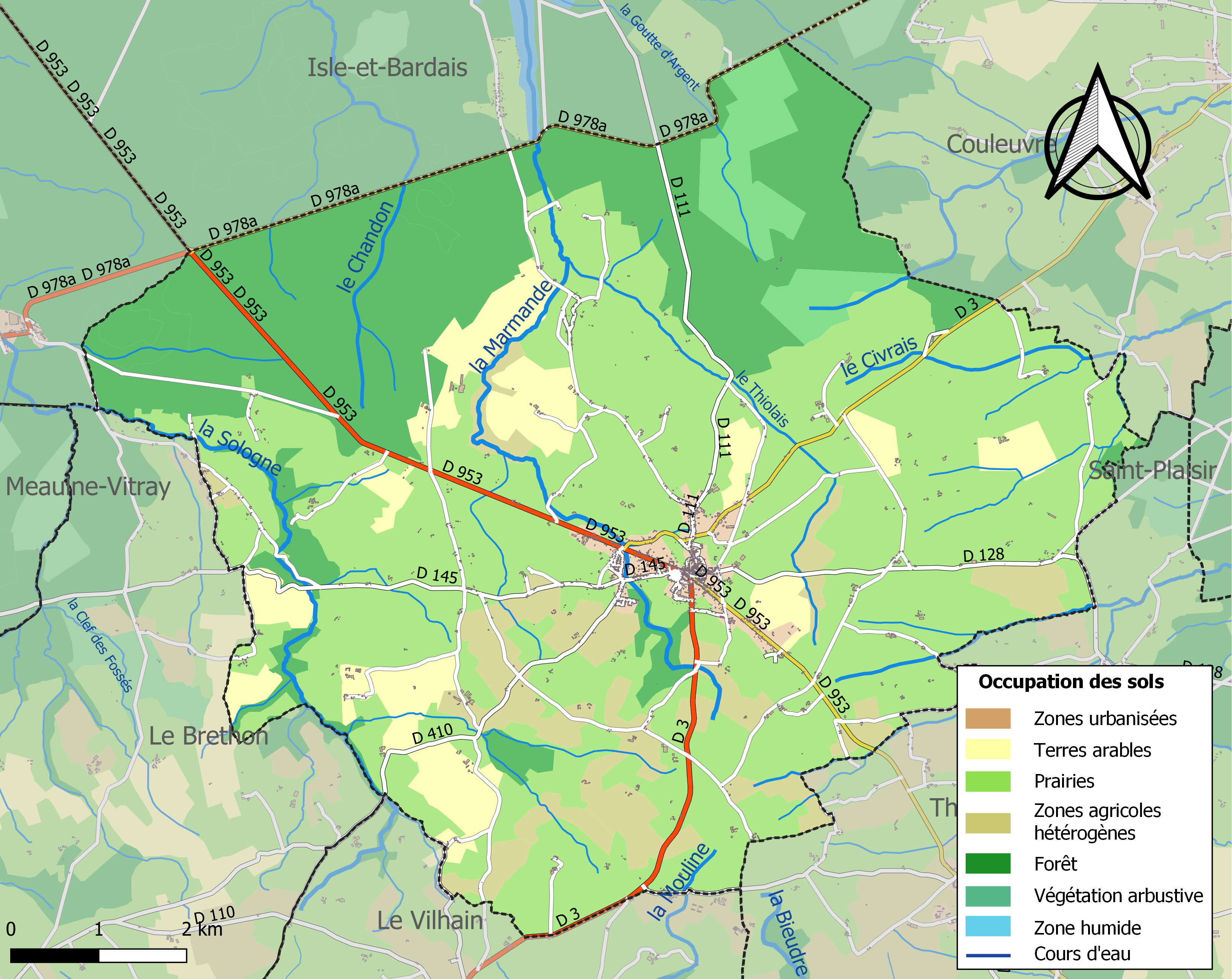
Carte des infrastructures et de l'occupation des sols de la commune en 2018 (CLC).

L'occupation des sols de la commune, telle qu'elle ressort de la base de données européenne d’occupation biophysique des sols Corine Land Cover (CLC), est marquée par l'importance des territoires agricoles (69,7 % en 2018), une proportion sensiblement équivalente à celle de 1990 (70,2 %). La répartition détaillée en 2018 est la suivante : 
prairies (53,3 %), forêts (25,2 %), zones agricoles hétérogènes (8,4 %), terres arables (8 %), milieux à végétation arbustive et/ou herbacée (3,2 %), zones urbanisées (1,8 %).
L'IGN met par ailleurs à disposition un outil en ligne permettant de comparer l’évolution dans le temps de l’occupation des sols de la commune (ou de territoires à des échelles différentes). Plusieurs époques sont accessibles sous forme de cartes ou photos aériennes : la carte de Cassini (XVIIIe siècle), la carte d'état-major (1820-1866) et la période actuelle (1950 à aujourd'hui).

## Histoire
L'histoire de Cérilly est très riche et notamment marquée par la domination progressive, puis la mise à sac de la citadelle voisine de Labruyère-Laubespin. À partir de là, les seigneurs de Cérilly ont pu faire prospérer cette petite cité du Bourbonnais idéalement placée près de la forêt de Tronçais, sur les voies de communication. Elle fut chef-lieu de district de 1790 à 1800.
L'histoire de la ville est marquée au XIXe siècle par la révolution industrielle et l'installation des forges de Nicolas Rambourg à Tronçais. La ville est alors marquée et par l'industrialisation galopante et l'implantation d'usines, et la persistance des activités agricoles et du métayage.
Enfin, la commune de Cérilly a vu naître de nombreux scientifiques et artistes qui ont créé un véritable rayonnement culturel autour de cette petite bourgade.
Jusqu'en mars 2015, Cérilly était chef-lieu de canton. À la suite du redécoupage des cantons du département, la commune est désormais rattachée au canton de Bourbon-l'Archambault.

## Politique et administration

### Liste des maires
| Période                                  | Période                       | Identité                      | Étiquette | Qualité |
| ---------------------------------------- | ----------------------------- | ----------------------------- | --------- | --- |
| Les données manquantes sont à compléter. |                               |                               |           | |
| 1791                                     | 1793                          | Jacques-Charles Butty         |           | |
| 1793                                     | 1794                          | Clément L'Horte               |           | |
| 1794                                     | 1795                          | Claude Martinet               |           | |
| 1795                                     | 1796                          | Jacques-Charles Butty         |           | |
| 1796                                     | 1798                          | Antoine Gilberton             |           | |
| 1798                                     | 1815                          | Jacques-Charles Butty         |           | |
| 1815                                     | 1815                          | Thibault-Gilbert Lagarenne    |           | |
| 1815                                     | 1832                          | Jean-Gilbert Bonnet           |           | |
| 1832                                     | 1845                          | François-Barthélémy Defoulnay |           | |
| 1845                                     | 1848                          | Thibault Beauregard           |           | |
| 1848                                     | 1855                          | Aimé-Eustache Perdoux         |           | |
| 1855                                     | 1870                          | Antoine-Amédée Grenier        |           | |
| 1870                                     | 1871                          | François Parrot-Laboissière   |           | |
| 1871                                     | 1874                          | Jean-Baptiste Defoulenay      | CG        | Fonctionnaire des contributions directes Conseiller général du canton de Cérilly (1871-1886) |
| 1874                                     | 1876                          | Georges Dumas-Primbault       |           | |
| 1876                                     | 1877                          | Gilbert Tardy                 |           | |
| 1877                                     | 1877                          | Antoine-Amédée Grenier        |           | |
| 1878                                     | 1883                          | Gilbert Tardy                 |           | |
| 1883                                     | 1893                          | Jean-Baptiste Defoulenay      | CG        | Fonctionnaire des contributions directes Député de l'Allier (1876 → 1881) Conseiller général du canton de Cérilly (1871 → 1886) |
| 1893                                     | 1904                          | Jean Morillon                 |           | |
| 1904                                     | 1919                          | Charles Duchézeau             |           | |
| 1919                                     | 1925                          | Jean Biégnon                  |           | |
| 1925                                     | 1929                          | Auguste Daumin                |           | |
| 1929                                     | 1935                          | Jean Virlogeux                |           | |
| 1935                                     | 1941                          | Vincent Lagarde               |           | |
| 1941                                     | 1947                          | Georges Lagarde               |           | |
| 1944                                     | 1947                          | Vincent Lagarde               |           | |
| 1947                                     | 1953                          | Louis Virlogeux               |           | |
| 1953                                     | 1965                          | Roger Bernard                 |           | |
| 1965                                     | 1968                          | Robert Couillebeau            |           | |
| 1968                                     | 1977                          | Daniel Gulon                  | PCF       | Conseiller général du canton de Cérilly (1973 → 1985) |
| 1977                                     | 1995                          | Georges Friaud                |           | |
| 1995                                     | mars 2001                     | Gérard Dériot                 | URB-UMP   | Conseiller général du canton de Cérilly (1985 → 2015) Conseiller départemental du canton de Bourbon-l'Archambault (2015 → 2021) Président du conseil général (1992 → 1998; 2001 → 2008) Président du conseil départemental (2015 → 2017) Sénateur de l'Allier (1998 → 2020) |
| mars 2001                                | mai 2020                      | Olivier Filliat               | DVD       | Fonctionnaire |
| mai 2020                                 | En cours (au 23 janvier 2024) | Fabien Thevenoux              | PCF       | |

## Population et société

### Démographie
L'évolution du nombre d'habitants est connue à travers les recensements de la population effectués dans la commune depuis 1793. Pour les communes de moins de 10 000 habitants, une enquête de recensement portant sur toute la population est réalisée tous les cinq ans, les populations de référence des années intermédiaires étant quant à elles estimées par interpolation ou extrapolation. Pour la commune, le premier recensement exhaustif entrant dans le cadre du nouveau dispositif a été réalisé en 2007.

En 2022, la commune comptait 1 312 habitants, en évolution de −0,08 % par rapport à 2016 (Allier : −1,38 %, France hors Mayotte : +2,11 %).
| 1793  | 1800  | 1806  | 1821  | 1831  | 1836  | 1841  | 1846  | 1851  |
| ----- | ----- | ----- | ----- | ----- | ----- | ----- | ----- | ----- |
| 2 336 | 1 865 | 1 771 | 2 096 | 2 329 | 2 320 | 2 387 | 2 505 | 2 495 |

| 1856  | 1861  | 1866  | 1872  | 1876  | 1881  | 1886  | 1891  | 1896  |
| ----- | ----- | ----- | ----- | ----- | ----- | ----- | ----- | ----- |
| 2 595 | 2 554 | 2 691 | 2 815 | 2 870 | 2 909 | 3 007 | 3 052 | 3 008 |

| 1901  | 1906  | 1911  | 1921  | 1926  | 1931  | 1936  | 1946  | 1954  |
| ----- | ----- | ----- | ----- | ----- | ----- | ----- | ----- | ----- |
| 3 004 | 2 901 | 2 761 | 2 428 | 2 436 | 2 318 | 2 300 | 2 135 | 2 042 |

| 1962  | 1968  | 1975  | 1982  | 1990  | 1999  | 2006  | 2007  | 2012  |
| ----- | ----- | ----- | ----- | ----- | ----- | ----- | ----- | ----- |
| 2 091 | 1 958 | 1 956 | 1 820 | 1 591 | 1 568 | 1 407 | 1 384 | 1 324 |

| 2017  | 2022  | - | - | - | - | - | - | - |
| ----- | ----- | - | - | - | - | - | - | - |
| 1 311 | 1 312 | - | - | - | - | - | - | - |

### Enseignement
Cérilly dépend de l'académie de Clermont-Ferrand. Elle gère l'école maternelle publique Les Tourterelles et l'école élémentaire publique Charles-Louis-Philippe.
Les élèves poursuivent leur scolarité au collège François-Péron, situé dans la commune, puis aux lycées de Montluçon.

### Sports
Cérilly a accueilli en 2006 et 2013 une étape du Paris-Nice.
En 2008, Cérilly a été la ville de départ d'un contre-la-montre individuel du Tour de France 2008 (Cérilly-Saint-Amand-Montrond).

## Économie
Les ventes aux enchères de bois de la forêt de Tronçais ont lieu à Cérilly, notamment la plus prestigieuse, la grande vente d'automne, au mois d'octobre.

## Culture locale et patrimoine

### Lieux et monuments
- Église Saint-Martin des XIIe et XIIIe siècles, possédant un clocher à trois étages. Mise au tombeau dans l'église.
- Chapelle Dubois du XIVe siècle, route du Brethon.
- Château de la Pierre.
- Château du Point-du-Jour, au nord-est du bourg (XIXe siècle).
- Musée Charles-Louis Philippe, installé dans sa maison natale depuis 1937 et restauré en 1994. Le cadre dans lequel il a vécu jusqu'à l'adolescence a été conservé en partie : sa chambre, l'atelier de sabotier de son père. De nombreux objets et documents évoquent sa vie et son œuvre. La rénovation du bâtiment, qui appartient à la commune, et du musée est programmée.
- Monument aux morts, situé dans le square Pierre-Virlogeux. Il inclut  la statue La Victoire en chantant, réalisée par Charles Édouard Richefeu.
- Vestiges du château de la Bruyère[31].

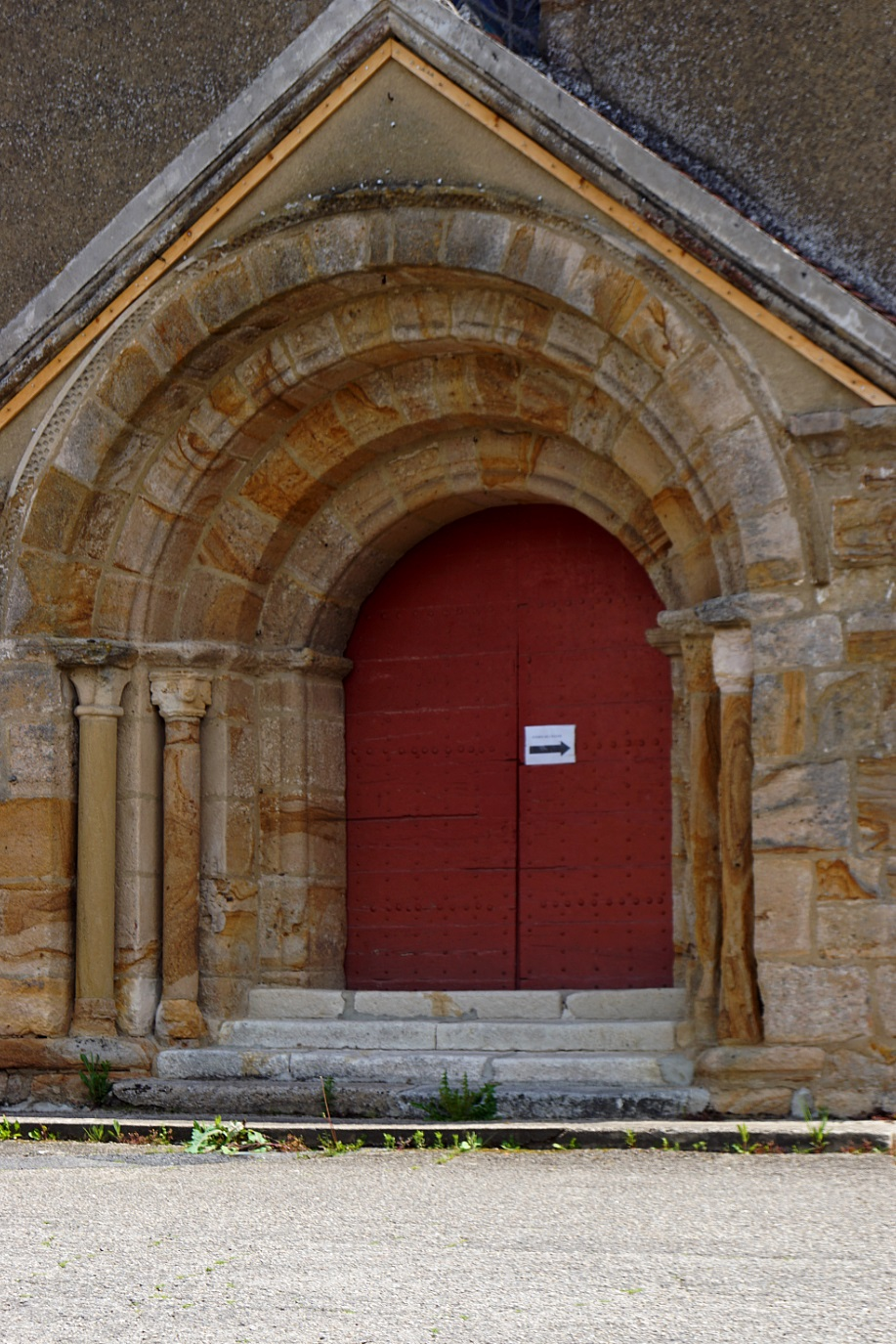
L'église Saint Martin, portail roman XIIe siècle.
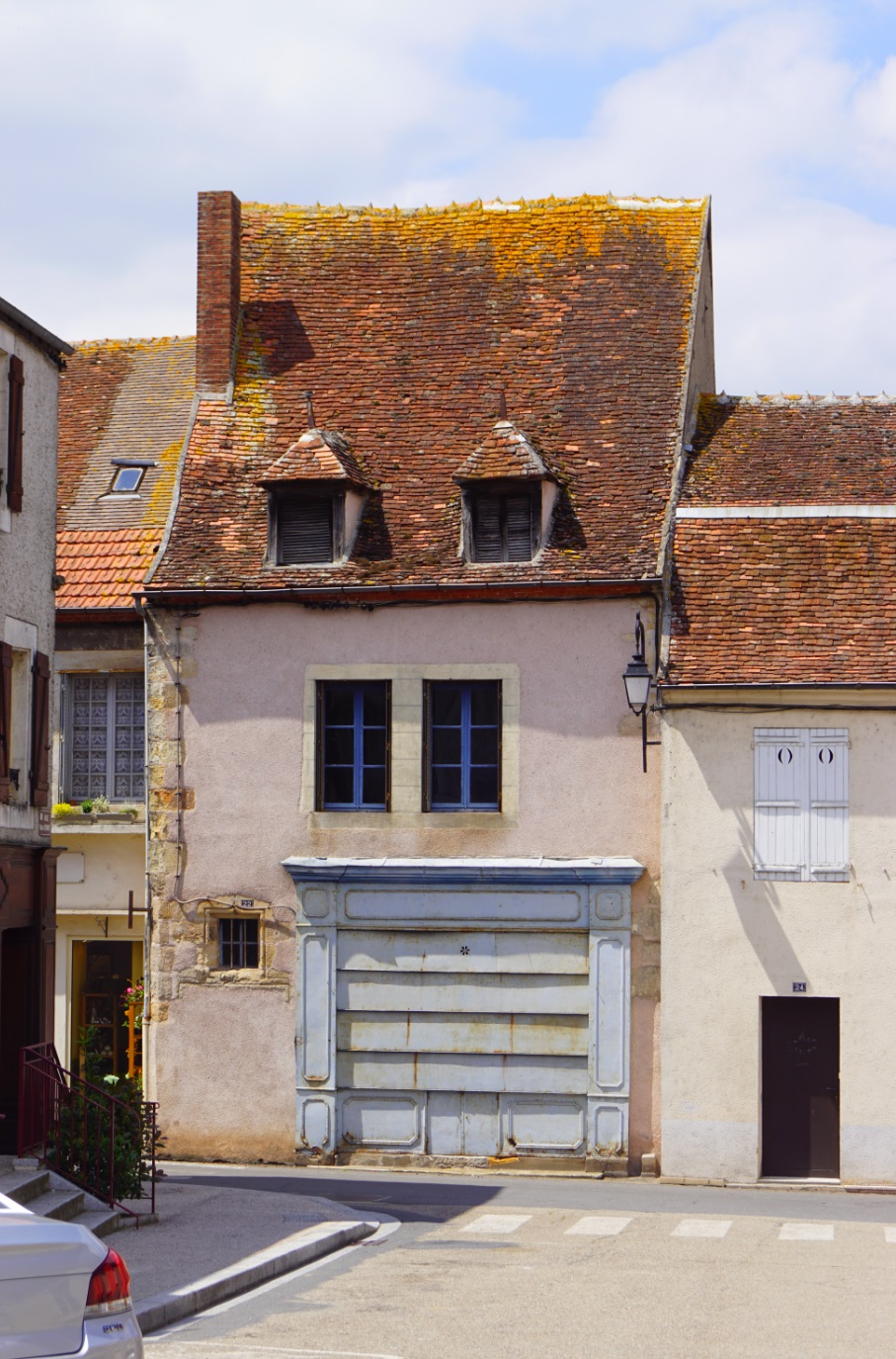
Une maison médiévale (remaniée).
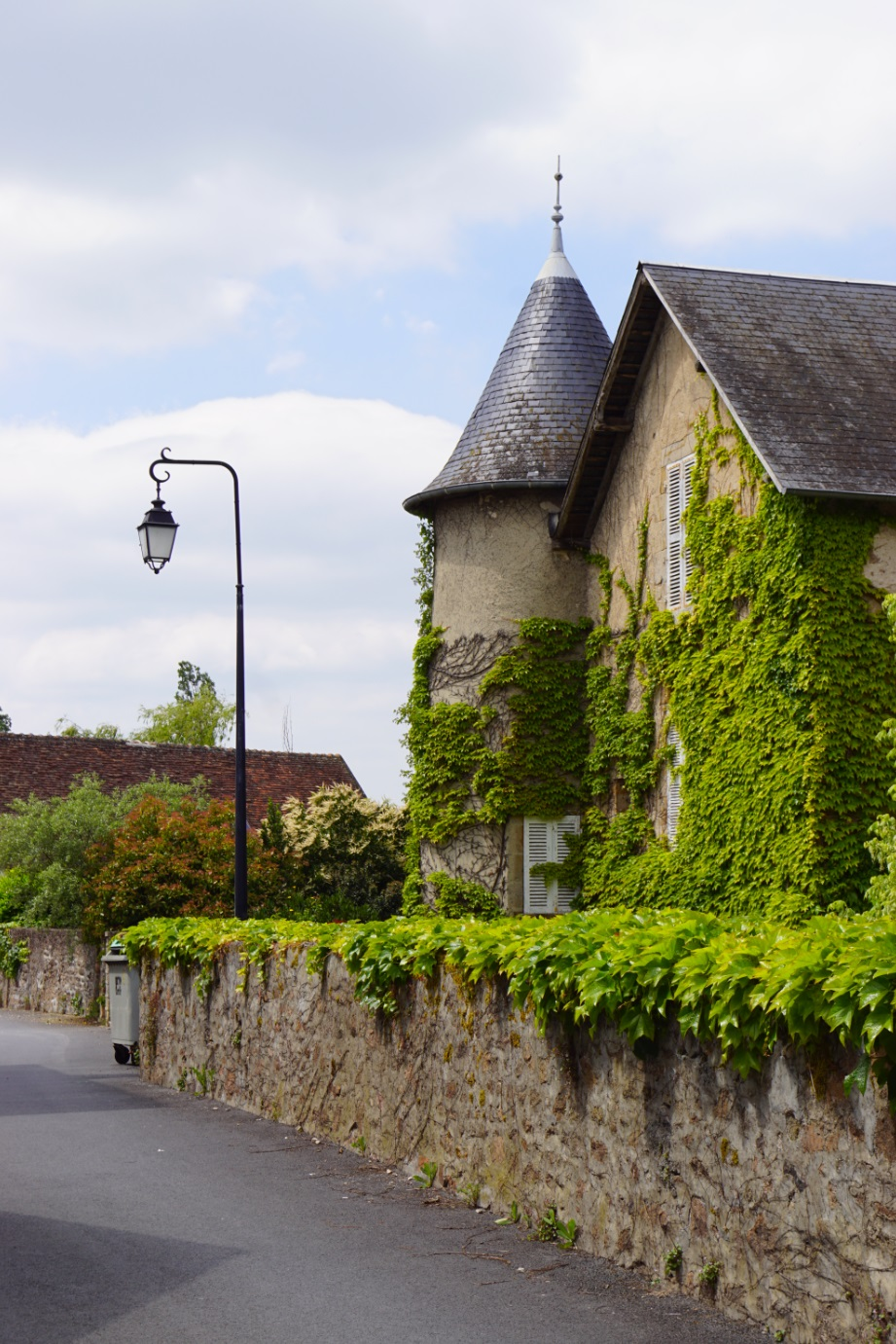
Une maison à tourelle.

### Personnalités liées à la commune
- La famille Thibault, qui comprend plusieurs générations de maîtres-serruriers réputés de Souvigny, est originaire de Cérilly.
- Le naturaliste François Péron (1775-1810) y est né et décédé.
- Le graveur Marcellin Desboutin (1823-1902) y est né.
- La femme de lettres Céline Boulerot, comtesse Ernest de Grivel (1843-1925), est décédée au château du Point-du-Jour[32].
- Le général Georges Chevalier (1854-1938) y a vécu.
- Victor Petitjean (1857-1922), homme politique né à Cérilly, sénateur de la Nièvre de 1900 à 1920.
- L'écrivain Charles-Louis Philippe (1874-1909) y est né.
- Le philosophe Jacques Chevalier (1882-1962) y est né et décédé.
- Le dramaturge Jean Giraudoux (1882-1944) y a vécu.
- Marcel Héraud (1883-1960), homme politique, y est né.
- Pierre Virlogeux, (1903-1944), céramiste, chef d'entreprise, résistant, commandant des MUR d'Auvergne, mort pour la France suicidé dans sa cellule de la caserne d'Anterroche à Riom, né et enterré à Cérilly.
- Le chanteur Richard Gotainer y habite.
- L'animateur de radio et télévision Ali Baddou visite régulièrement des membres de sa famille qui résident à Cérilly[33].

### Héraldique
| Blason de Cérilly | Blason  | De gueules à trois épis de blé d'or.             |
| Blason de Cérilly | Détails | Le statut officiel du blason reste à déterminer. |